# يوليوس برترام
يوليوس برترام (بالإنجليزية: Julius Bertram)‏ هو سياسي بريطاني (وحمل سابقاً جنسية المملكة المتحدة لبريطانيا العظمى وأيرلندا)، ولد في 8 نوفمبر 1866، وتوفي في 5 نوفمبر 1944. حزبياً، نشط في الحزب الليبرالي. في الانتخابات العامة في المملكة المتحدة 1906 ‏، انتخب عضو برلمان المملكة المتحدة الـ28 عن دائرة Hitchin ‏ (12 يناير 1906 – 10 يناير 1910).